# Anhiers
Anhiers település Franciaországban, Nord megyében. Lakosainak száma 895 fő (2022. január 1.). Anhiers Râches, Douai, Flines-lez-Raches és Lallaing községekkel határos.

## Népesség
A település népességének változása:
| Lakosok száma | 939  | 916  | 917  | 898  | 894  | 890  | 892  | 893  | 895  |
|               | 2013 | 2015 | 2016 | 2017 | 2018 | 2019 | 2020 | 2021 | 2022 |